# Hipòcrates III
Hipòcrates III (en llatí Hippocrates, en grec Ἱπποκράτης) fou el dinovè membre de la família dels Asclepíades que va viure probablement al segle IV aC. Fou fill de Tèssal i germà de Gòrgies i Dracó II. Segons consta a Suides va escriure alguns llibres mèdics. El mencionen Galè i Joan Tzetzes.